# 49440 Кендзотанґе
49440 Кендзотанґе (49440 Kenzotange) — астероїд головного поясу, відкритий 21 грудня 1998 року.
Тіссеранів параметр щодо Юпітера — 3,211.
Названо на честь архітектора Кендзо Танґе (яп. けんぞう・たんげ(丹下健三) кендзо: танґе).